# Osage Township (comté de Morgan, Missouri)
Pour les articles homonymes, voir Osage Township.
Osage Township est un township, situé dans le comté de Morgan, dans le Missouri, aux États-Unis,.
Le township tout comme la rivière Osage est baptisé en référence au peuple des Osages.

### Source de la traduction
- (en) Cet article est partiellement ou en totalité issu de l’article de Wikipédia en anglais intitulé « Osage Township, Morgan County, Missouri » (voir la liste des auteurs).